# Ravengiersburg
Ravengiersburg település Németországban, Rajna-vidék-Pfalz tartományban. Lakosainak száma 335 fő (2023. december 31.). Ravengiersburg Gemünden, Womrath, Maitzborn, Rödern, Oppertshausen, Belgweiler, Sargenroth és Mengerschied községekkel határos.

## Népesség
A település népességének változása:
| Lakosok száma | 411  | 333  | 337  | 320  | 333  | 335  |
|               | 1975 | 2017 | 2019 | 2021 | 2022 | 2023 |